# Блумфілд (Нью-Йорк)
Блумфілд (англ. Bloomfield) — селище (англ. village) в США, в окрузі Онтаріо штату Нью-Йорк. Населення — 1277 осіб (2020).

## Географія
Блумфілд розташований за координатами 42°53′57″ пн. ш. 77°25′27″ зх. д. / 42.89917° пн. ш. 77.42417° зх. д. (42.899133, -77.424151).  За даними Бюро перепису населення США в 2010 році селище мало площу 3,62 км², уся площа — суходіл.

## Демографія
Згідно з переписом 2010 року, у селищі мешкала 1361 особа в 551 домогосподарстві у складі 370 родин. Густота населення становила 376 осіб/км².  Було 589 помешкань (163/км²).
Расовий склад населення:
| - 95,6 % — білих - 1,0 % — корінних американців - 1,0 % — чорних або афроамериканців - 0,2 % — азіатів |

До двох чи більше рас належало 2,0 %. Частка іспаномовних становила 2,1 % від усіх жителів.
За віковим діапазоном населення розподілялося таким чином: 23,3 % — особи молодші 18 років, 63,0 % — особи у віці 18—64 років, 13,7 % — особи у віці 65 років та старші. Медіана віку мешканця становила 40,3 року. На 100 осіб жіночої статі у селищі припадало 89,0 чоловіків;  на 100 жінок у віці від 18 років та старших — 85,8 чоловіків також старших 18 років.
Середній дохід на одне домашнє господарство  становив 67 214 долари США (медіана — 55 298), а середній дохід на одну сім'ю — 75 271 долар (медіана — 64 688). Медіана доходів становила 44 412 долари для чоловіків та 34 107 доларів для жінок. За межею бідності перебувало 16,9 % осіб, у тому числі 25,8 % дітей у віці до 18 років та 13,9 % осіб у віці 65 років та старших.
Цивільне працевлаштоване населення становило 782 особи. Основні галузі зайнятості: освіта, охорона здоров'я та соціальна допомога — 26,9 %, виробництво — 15,1 %, роздрібна торгівля — 13,8 %, науковці, спеціалісти, менеджери — 13,6 %.